# Harrieta faxoni
Harrieta faxoni är en kräftdjursart som först beskrevs av Richardson1905.  Harrieta faxoni ingår i släktet Harrieta och familjen klotkräftor.
Artens utbredningsområde är Mexikanska golfen. Inga underarter finns listade i Catalogue of Life.